# Les Coquelicots (film, 1935)
Pour les articles homonymes, voir Les Coquelicots (homonymie).
Pour plus de détails, voir Fiche technique et Distribution.
Les Coquelicots (虞美人草, Gubijinsō) est un film japonais de Kenji Mizoguchi sorti en 1935, adapté du roman de Natsume Sōseki publié en 1907.

## Synopsis
Tomotaka Inoue, veuf et professeur désormais à la retraite, déménage à Tokyo avec sa jeune fille Sayako avec l'espoir de la marier à Seizō Ono. Ce dernier, un orphelin affamé que le professeur a recueilli sous son toit des années plus tôt, s'est révélé être un étudiant brillant et plein d'avenir. Il a quitté le domicile du professeur voilà cinq ans, Sayako avait alors seize ans, pour poursuivre ses études à Tokyo et est en passe d'achever sa thèse et d'obtenir son doctorat.
Installé dans leur nouvelle maison à Tokyo, le professeur arrange des moments d'intimité entre Sayako et Seizō, mais ce dernier reste distant et fuyant au grand désarroi de la jeune fille. Seizō Ono lui a d'autres espoirs. Précepteur auprès de la belle Fujio, il n'est pas insensible aux charmes de la jeune héritière qui lui fait ouvertement des avances.
La mère de Fujio pousse sa fille à convaincre Seizō de la demander en mariage, le jeune homme est brillant et plein d'avenir, au contraire de son fiancé Hajime Munechika qui a échoué deux fois au concours de diplomate. Mais si ces fiançailles ont été approuvées par le père de Fujio, ce dernier est désormais décédé et la mère est à la manœuvre pour trouver un autre parti à sa fille.
Lorsque Tomotaka Inoue demande ouvertement à Seizō d'épouser sa fille, ce dernier demande un délai de réflexion. Il est tiraillé par l'indécision, ses ambitions de s'élever dans la société en se mariant avec Fujio se heurtent à l'idée de décevoir son bienfaiteur et sa fille. Il charge Arai, un ancien étudiant d'Inoue de le dénigrer aux yeux du professeur mais celui-ci n'est pas dupe et entre dans une colère noire. Il ne reconnait plus le garçon qu'il a élevé comme un fils et qui n'ose lui parler en face et décide de rentrer à Kyoto avec sa fille désespérée.
Hajime Munechika qui a enfin obtenu son concours de diplomate et qui a assisté à la cour de Fujio auprès de Seizō Ono croise le jeune homme qui se morfond dans un restaurant. Il le convainc d'agir en homme et de prendre une décision en accord avec ce qu'il est. Seizō Ono choisit de rattraper le professeur Inoue et sa fille sur le départ.
Repoussée par Seizō, Fujio est à son tour repoussée par Hajime Munechika qui quitte le Japon pour prendre un poste de diplomate.

## Fiche technique
- Titre : Les Coquelicots
- Titre original : 虞美人草 (Gubijinsō?)
- Réalisation : Kenji Mizoguchi
- Scénario : Daisuke Itō et Haruo Takayanagi, d'après le roman éponyme de Natsume Sōseki
- Photographie : Minoru Miki
- Musique : Kōichi Takagi
- Montage : Tazuko Sakane
- Producteurs : Masaichi Nagata
- Sociétés de production : Daiichi Eiga
- Pays d'origine :  Empire du Japon
- Langue originale : japonais
- Format : noir et blanc — 1,37:1 — son mono
- Genre : drame
- Durée : 75 minutes[1] (métrage : dix bobines - 2 055 m[1])
- Dates de sortie :
  - Empire du Japon : 31 octobre 1935[1]
  - France : 13 octobre 1993[2]

## Distribution
- Ichirō Tsukida : Seizō Ono
- Kuniko Miyake : Fujio Kōno
- Chiyoko Ōkura : Sayako Inoue
- Yūkichi Iwata : Tomotaka Inoue, le père de Sasako
- Daijirō Natsukawa : Hajime Munechika
- Kazuyoshi Takeda : Kingo Kōno, le demi-frère de Fujio
- Yōko Umemura : la mère de Fujio, belle-mère de Kingo
- Tōichirō Negishi : Asai, ancien étudiant de Tomotaka Inoue
- Mitsugu Terajima : le père de Hajime

## Autour du film
Les Coquelicots est un drame bourgeois qui expose un entrelacs d'amours contrariés par les conventions sociales. Deux femmes, l'une d'éducation traditionnelle (le personnage de Sayako) et l'autre plus moderne (le personnage de Fujio) sont soumises au choix d'un homme.
C'est Isuzu Yamada qui était pressentie pour le rôle de Fujio, mais enceinte de sa fille (l'actrice Michiko Saga) c'est Kuniko Miyake qui interprète ce personnage.